# Ampera
Ampera is een bestuurslaag in het regentschap Alor van de provincie Oost-Nusa Tenggara, Indonesië. Ampera telt 528 inwoners (volkstelling 2010).